# James Palmer Jr.
James Palmer Jr., né le 31 juillet 1996 à Washington, est un joueur américain de basket-ball évoluant au poste d'arrière.

## Biographie
Il commence sa carrière universitaire en NCAA sous les couleurs des Hurricanes de Miami en 2014. Il est transféré en 2016 aux Cornhuskers du Nebraska. Lors de saison senior 2018-2019, il inscrit 19,7 points de moyenne et est sélectionné dans la Third-team All-Big Ten 2019. Il n'est pas sélectionné lors de la draft NBA 2019, mais participe à la NBA Summer League 2019 avec les Suns de Phoenix. 
James Palmer Jr. rejoint les Clippers d'Agua Caliente pour la saison NBA Gatorade League 2019-2020. Palmer réalise une moyenne de 19,1 points, 2,7 passes décisives et 4,0 rebonds par match lors de cette première saison, puis 16,7 points, 4,8 rebonds et 2,8 passes décisives lors de la saison suivante.
Le 19 juillet 2021, il signe un contrat d'un an avec le club polonais de Stal Ostrów Wielkopolski.
Le 29 juin 2022, il rejoint la Jeunesse laïque de Bourg-en-Bresse. Il est le meilleur scoreur du club en EuroCoupe avec 15,8 points de moyenne et le deuxième en Betclic Élite, avec 14,7 points. Palmer est sélectionné pour le All-Star Game LNB 2022, terminant meilleur marqueur de la rencontre avec 32 points. 
À l'issue de cette bonne saison, il quitte le club bressan pour rejoindre Türk Telekomspor. Il inscrit 14,8 points à 51,5% de réussite aux tirs, 3,1 rebonds et 2,9 passes décisives en 27 minutes de moyenne dans le championnat turc et 14 points, 2,9 rebonds et 2,4 passes décisives en EuroCoupe. 
Palmer signe un contrat d'un avec Galatasaray SK pour la saison 2024-2025.

## Palmarès
- Coupe de Pologne 2022
- Sélectionné au All-Star Game LNB 2022
- Sélectionné dans la Third-team All-Big Ten 2019